# Ербил
Ербил (курд. ھەولێر; арап. أربيل) је град у Ираку и главни град Ирачког Курдистана. Лежи у Ербилској губернији. Процењује се да има око 1.600.000 становника.
Људско насеље у Ербилу можда датира из петог миленијума пре нове ере. У срцу града је древна цитадела Ербил и минарет Мудхафариа. Најраније историјско спомињање овог региона датира из Треће династије Ур од Сумера, када је краљ Шулги поменуо град Урбилум. Град су касније освојили Асирци.Након муслиманског освајања Персије, он више није остао унитарна регија, а током средњег века градом су владале Селџучко и Османско царство.
Археолошки музеј у Ербилу чува велику колекцију предисламских артефаката, посебно уметности Месопотамије, и центар је за археолошке пројекте у овој области. Арапски савет за туризам је прогласио град за престоницу арапског туризма 2014. У јулу 2014. Цитадела у Ербилу је уписана као место светске баштине.

## Етимологија
Древно име града, познато у класичној ери као Арбела (грчки: Αρβηλα; транслит. Arbēla), може се пратити до староперсијског Arbairā  и коначно асирског Arbailu.

## Демографија
Град је претежно курдски и има арапску и туркменску и модерну асирску мањину.
Туркменско становништво у Ербилу процењује се на око 300.000. Прве две туркменске школе у Ираку отворене су 17. новембра 1993. године, једна у Ербилу, а друга у Кифрију.

## Клима
Ербил има медитеранску климу са врелим летима (Кепенова класификација климе) или врућу полусушну климу, са дугим, изузетно топлим летима и благим зимама. Летњи месеци су изузетно суви, са мало или без падавина између јуна и септембра. Зиме су обично влажне, а јануар је највлажнији месец.